# Daniel Kotyza
Daniel Kotyza (* 5. Oktober 2000) ist ein tschechischer Leichtathlet, der sich auf den Mittelstreckenlauf spezialisiert hat.

## Sportliche Laufbahn
Erste internationale Erfahrungen sammelte Daniel Kotyza bei den 2016 erstmals ausgetragenen Jugendeuropameisterschaften in Tiflis, bei denen er mit 4:03,46 min in der Vorrunde im 1500-Meter-Lauf ausschied. 2019 kam er bei den U20-Europameisterschaften in Borås im Vorlauf über 800 Meter nicht ins Ziel und gelangte über 1500 Meter mit 3:59,78 min auf Rang zwölf. Bei den Crosslauf-Europameisterschaften 2023 in Brüssel gelangte er mit 21:00 min auf den neunten Platz in der Mixed-Staffel und 2025 wurde er bei den Halleneuropameisterschaften in Apeldoorn im Vorlauf über 800 Meter wegen einer Bahnübertretung disqualifiziert. Kurz darauf schied er bei den Hallenweltmeisterschaften in Nanjing mit 1:49,76 min in der Vorrunde aus. Im Juli schied er bei den World University Games in Bochum mit 1:49,05 min im Semifinale aus.
In den Jahren 2023 und 2024 wurde Kotyza tschechischer Meister in der 4-mal-400-Meter-Staffel. Zudem wurde er 2022 Hallenmeister über 1500 Meter sowie 2023 und 2024 über 800 Meter und mit der 4-mal-200-Meter-Staffel.

## Persönliche Bestzeiten
- 800 Meter: 1:47,09 min, 8. September 2024 in Tábor
  - 800 Meter (Halle): 1:46,57 min, 18. Februar 2024 in Ostrava
- 1500 Meter: 3:46,09 min, 9. August 2020 in Pilsen
  - 1500 Meter (Halle): 3:44,33 s, 23. Februar 2020 in Ostrava